# Roger Taylor (baterista de Queen)
Roger Meddows Taylor OBE (King's Lynn, Norfolk, 26 de julho de 1949) é um músico, compositor, multi-instrumentista, cantor e backing vocal britânico. Foi baterista, backing-vocal e membro fundador da banda Queen. É considerado um dos melhores e mais influentes bateristas de rock da década de 1970 e 80. Como compositor, Taylor contribuiu com músicas de álbuns da banda, desde o começo, chegando a compor pelo menos uma faixa em cada álbum, geralmente fazendo os vocais, em suas próprias composições. Ele também escreveu quatro sucessos da banda, "Radio Ga Ga", "A Kind of Magic","The Invisible Man" e "These Are The Days of Our Lives".
Roger toca vários instrumentos, incluindo guitarra, baixo e teclado, como pode ser ouvido em seu álbum de estreia solo em que ele tocou todos os instrumentos e cantou todos os vocais. Ele já tocou com artistas como Eric Clapton, Roger Waters, Roger Daltrey, Slash, Robert Plant, Phil Collins, Genesis, Jimmy Nail, Elton John, Gary Numan, Shakin' Stevens, Foo Fighters, Al Stewart, Axl Rose, Steve Vai, Yoshiki Hayashi, Cher e Bon Jovi. Como produtor, ele produziu álbuns de Virginia Wolf, Jimmy Prego e Magnum. Ele atualmente reside em Guildford, Surrey.

## Biografia

### 1958–1970: Primeiros passos na música e juventude
A história musical de Roger inicia-se aos oito anos quando ganhou um ukelele, uma guitarra havaiana, onde aprendeu sozinho os primeiros acordes.
Em maio de 1960, em troca de uma bolsa de estudos, Roger começou a cantar no coro da escola, onde ele descobriu sua facilidade para executar notas altas. No natal de 1961 seu pai ofereceu-lhe um bombo e um tambor. Depois de ter tocado em algumas bandas, em 1967, Roger foi para Londres estudar Odontologia na Imperial College, e lá conheceu Brian May e Tim Staffell após seu colega chamado Les Brown ver um anúncio em um quadro de avisos da faculdade feito por May que pedia por um baterista estilo "Ginger Backer ou Mitch Mitchell". Les Brown passou o anúncio para Roger, que aceitou responder. Formando assim, em 1968, o grupo Smile.
Em 1969, Taylor gerenciava com Mercury uma espécie de brechó no Kensington Market, onde eles trabalhavam para ganhar dinheiro para sobreviver. Na mesma época, os dois moravam juntos em um apartamento. Mercury, que até então era conhecido como Freddie Bulsara, era um grande fã de Smile e um colega de faculdade de Tim Staffell. Em 1970, Smile chegou ao fim com a saída de Staffell. Taylor abandonou o curso de Odontologia, decidindo formar-se em Biologia na East London Polytechnic durante as gravações do primeiro álbum do Queen entre 1972 e 1973.

### 1970–presente: Queen
Taylor é mais conhecido como baterista/percussionista da banda de rock Queen. Ele escreveu músicas para os álbuns do grupo desde o princípio, contribuindo com pelo menos uma faixa em cada álbum como: "I'm In Love With My Car", "Radio Ga Ga", "A Kind Of Magic", "Innuendo", "The invisible Man", "Breakthru" entre outras famosas canções. Roger foi o primeiro integrante do Queen a desenvolver uma carreira solo em 1979 com o compacto "I Wanna Testify/Turn on the TV". Em 1981, Taylor lançou seu primeiro álbum solo intitulado "Fun in Space".
Após a morte de Freddie Mercury em 24 de Novembro de 1991, Roger lançou seu álbum solo "Happiness?" em 1994, no qual ele diz ser dedicado ao "tigre da tasmânia – thylacinus cynocephalus, porém mais especialmente... ao Freddie." No mesmo álbum está incluída a canção lançada como single que Taylor gravou em colaboração com o ex-X-Japan Yoshiki, "Foreign Sand", e regravou "Final Destination" de sua banda The Cross para o single. Além da música conhecida entres os fãs do Queen intitulada "Old Friends", dedicada a amizade que possuía com o falecido vocalista do Queen.

## Vida pessoal
Roger conheceu a ex-assistente pessoal de Richard Branson, Dominique Beyrand, no dia em que se apresentou com o Queen em Setembro de 1976 no concerto organizado pelo empresário no Hyde Park. Durante o relacionamento, eles tiveram dois filhos: o ator Felix Luther (nascido 22 de maio de 1980) e Rory Eleanor (nascida 29 de maio de 1986). Após o rompimento com Dominique, Roger namorou a modelo Deborah "Debbie" Leng, com quem teve três filhos: o baterista do The Darkness, Rufus Tiger (nascido 8 de março de 1991), a modelo Tigerlily (nascida 10 de outubro de 1994), e Lola Daisy (nascida 2 de abril de 2000). A modelo inclusive faz uma aparição no clipe da música do Queen intitulada "Breakthru". Desde 2010, Roger é casado com a atriz Sarina Taylor.

## Discografia

### Álbuns solo
- 1981: Fun in Space
- 1984: Strange Frontier
- 1994: Happiness?
- 1998: Electric Fire
- 2013: Fun on Earth